# Krit Kukuan
Krit Kukuan (thailändisch กฤษณ์ คู่ควร; * 29. Januar 2002) ist ein thailändischer Fußballspieler.

## Karriere
Krit Kukuan erlernte das Fußballspielen in der Schulmannschaft des Bangkok Christian College. Die Saison 2022/23 stand er in Phuket beim Drittligisten Phuket Andaman FC unter Vertrag. Mit dem Verein spielte er 17-mal in der Southern Region der Liga. Im Sommer 2023 wechselte er in die Bangkok Metropolitan Region zum VRN Muangnont FC. Für Muangnont bestritt er 19 Ligaspiele. Nach einer Spielzeit wechselte er im Juli 2024 zum Zweitligisten Samut Prakan City FC.  Sein Zweitligadebüt gab Kukuan am 10. August 2024 (1. Spieltag) im Auswärtsspiel gegen den Mahasarakham SBT FC. Bei der 2:0-Niederlage stand er in der Startelf und spielte die kompletten 90 Minuten. Nach neun Ligaspielen wurde sein Vertrag nach der Hinrunde im Januar 2025 nicht verlängert. Im gleichen Monat wurde er vom Drittligisten Samut Songkhram City FC unter Vertrag genommen. Mit dem Verein aus Samut Songkhram spielt er in der Western Region der Liga.